# Вакар, Борис Анатольевич
Борис Анатольевич Вакар (1890—1976) — русский и советский педагог и учёный-генетик, ботаник, цитолог и селекционер,  доктор биологических наук (1936), профессор (1930), соратник академика Н. И. Вавилова.
Б. А. Вакаром были подготовлены сотни специалистов-биологов, 17 кандидатов и несколько докторов наук, он автор более семидесяти научных работ, многие переведены в Германии и США, им были выявлены цитогенетические особенности представителей ряда семейств покрытосеменных растений, проведён геномный анализ ржано-пшеничных и пшенично-пырейных гибридов.

## Биография
Родился в 1898 году в семье юриста Анатолия Модестовича Вакара.
В 1907 году после окончания Варшавской гимназии он поступил и в 1910 году закончил естественное отделение физико-математического факультета Императорского Варшавского университета. В 1912 году поступил на агрономическое отделение Новоалександрийского института сельского хозяйства и лесоводства из которого был выпущен со званием агронома 1-го разряда.
С 1912 по 1918 годы служил участковым агрономом в Тамбовском уездном земстве. С 1918 по 1920 годы служил на той же должности в Тамбовском уездном земельном управлении. С 1920 года преподаватель частного земледелия и селекции в среднем сельскохозяйственном училище на станции Чакино Рязанско-Уральской железной дороги Тамбовской губернии, одновременно работал заведующим отделом Тамбовской губернской сельскохозяйственной опытной станции.
С 1924 года преподаватель, с 1926 года доцент Омского сельскохозяйственного института, читал курсы частного земледелия и селекции сельскохозяйственных растений.  В 1930 году вместе с академиком Н. В. Цициным стоял у истоков создания кафедры селекции, генетики и физиологии растений в Омском сельскохозяйственном институте, заведовал этой кафедрой с 1930 по 1937 годы. С  1929 года по совместительству был профессором кафедры селекции и генетики биологического факультета Томского государственного университета, читал курсы по полевым культурам и апробация селекционных сортов, частная генетика, цитология, руководил аспирантами, вел спецсеминар. С 1928 года так же по совместительству после прохождения стажировки в цитологической лаборатории  ВНИИР был назначен заведующим цитологической лаборатории Сибирского научно-исследовательского института сельского хозяйства, где с сотрудниками ведёт исследования по цитологии таксономически отдалеиных гибридов. В 1936 году в ВНИИР он защитил диссертацию на учёную степень доктора биологических наук (тема: «Цитология пшенично-пырейных гибридов») и становится одним из лидеров этого направления в СССР. Специалисты по цитогенетике растений до сих пор высоко ценят именно те работы Б. А. Вакара, которые были сделаны им в середине 30-х гг.
В 1937 году переехал в Ленинград, где был назначен профессором кафедры генетики и цитологии Ленинградского сельскохозяйственного института. На одной из сессий ВАСХНИЛ он выступал в качестве содокладчика академика Н. И. Вавилова с докладом «Гибриды как новые культурные растения».
11 сентября 1938 года Вакар был арестован по статье 58 пунктам 7, 10, 11 УК РСФСР по так называемому делу Вавилова. До 8 марта 1940 года дело вело УГБ НКВД по Омской области. В 1940 году по приговору суда дело было прекращено за недоказанностью обвинения, Вакар из-под стражи был освобождён.
До 1945 года продолжал работать в Ленинградском сельскохозяйственном институте. С 1945 по 1949 годы был заведующим кафедрой ботаники и фитопатологии, одновременно заведующим ботаническим садом Белорусской сельскохозяйственной академии, занимался изучением цитологических  гибридов пшеницы, пшенично-пырейных и пшенично-ржаных гибридов, а также биологии культурных хлебных злаков.
Вакар являлся сторонником академика Вавилова и не разделял взглядов академика Т. Д. Лысенко, о котором Б. А. Вакар писал: «Начав с Дарвина, академик Лысенко в своей теории внутрилинейных скрещиваний явным образом скатывается на антидарвиновские позиции». В 1948 году после августовской сессии ВАСХНИЛ Вакар был объявлен одним из учёных, поддерживающих и пропагандирующих «лженауку» генетику, и был выслан на Урал.
С 1949 по 1962 годы руководил кафедрой ботаники Свердловского сельскохозяйственного института, оставив заметный след в развитии биологии института.
С 1962 по 1967 год руководил кафедрой ботаники в Уральском государственном университете, читал лекции по систематике высших растений, цитологии, эмбриологии растений, введению в филогению растений, по растительным сырьевым ресурсам. Лекции Вакара отличались глубиной научного анализа, методической чёткостью, широким использованием новейших достижений биологической науки.
Умер в 1976 году в Минске, похоронен в Перми на Южном кладбище.

## Основные труды
- Вакар Б. А. Важнейшие хлебные злаки — Томск, 1926 г.
- Вакар Б. А. О значении времени и способа посева трав в условиях Западной Сибири : II. К характеристике овсов и ячменей Омской губернии / Б. А. Вакар [Из работ Опыт. поля Кафедры частного земледелия Сиб. ин-та сельск. хоз. и лесоводства в гор. Омске]. - Омск : Сиб. с.-х. акад., 1926 г. — 38 с. (Труды Сибирской сельскохозяйственной академии; Т. 6. Вып. 5).
- Вакар Б. А. Результаты обследования техники крестьянского сельского хозяйства в районе Тамбовской опытной станции / Под ред. и с примеч. Л. А. Пельцих. - Тамбов : Тип. "Пролетарский светоч", 1927 г. - III, 5-24 с. (Тамбовская районная сельско-хозяйственная опытная станция/ Н.К.З. Р.С.Ф.С.Р.; Вып. 16)
- Скорняков И. Н.,  Пушкарев П. М.,  Шухов И. Н.,  Вакар Б. А.,  Начапкин А. А.,  Кочергин С. М.,  Осипов И. И. Сибирский институт сельского хозяйства и лесоводства (Омск): Научный сборник к десятилетию высшей сельскохозяйственной школы в Сибири. 1918-1928 / Сиб. ин-т сельского хоз-ва и лесоводства. (типо-лит. Омгосполиграф) - Омск: Сиб. ин-т сельского хоз-ва и лесоводства, 1928 г. — 268 с[12].
- Вакар Б. А. Важнейшие хлебные злаки /  Новосибирск : Сибкрайиздат, 1929 г. — 654 с.
- Вакар Б. А. Важнейшие кормовые травы (основы полевого травосеяния) / [Омск] : Сибкрайиздат, 1930 г. — 341 с.
- Вакар Б. А. Материалы по изучению пшеничных гибридов: Цитологич. сборник / [Предисл.: И. А. Воропаев] ; Сост. проф. Б. А. Вакар, Е. Б. Крот и Л. А. Брекиной ; Под общ. руководством и ред. проф. Б. А. Вакар ; Всес. акад. с.-х. наук им. Ленина. Сиб. н.-и. ин-т зернового хоз-ва. - Омск : т.-л. ЗСКПТ, 1934 г. — 107 с.
- Studies in wheat hybrids: (Memoirsof cytology) / Prof. B. A. Vakar ; [English transl. by V. N.Engelhardt]. - Омск : [б. и.], 1934 г.
- Цитология пшенично-пырейных гибридов / Проф. Б. А. Вакар ; Под ред. Н. В. Цицина ; Сиб. науч.-иссл. ин-т зернового хоз-ва. - Омск : Омск. обл. изд-во, 1935 г. — 64 с.
- Цитологический анализ пшенично-пырейных гибридов: (Цитологич. изуч. самофертильного 1-го поколения пшенично-пырейных гибридов) / Проф. Б. А. Вакар ; Под ред. Н. В. Цицина ; Сиб. науч.-иссл. ин-т зерн. хоз-ва. - Омск : Омск. обл. изд-во, 1935 г. — 31 с.
- За высокое качество семян / Проф. Б. А. Вакар, проф. А. А. Соколов, ассист. М. С. Бодров ; Под ред. проф. В. М. Румянцева, А. А. Стольгане. - Омск : Омское обл. гос. изд-во, 1936 г. — 23 с.
- Cytologische Untersuchung uber F. der Weizen-Queckengras Bastarde / Von B. A. Wakar. - Tokyo : [б. и.], 1936 г. — 8 с.
- Cytologische Untersuchung der selbstfertilen ersten Generation der Weizen-Queckengras Bastarde / Von B. A. Wakar. - Tokyo : [б. и.], 1937 г. — 12 с.
- Вакар Б. А. Цитологический анализ пшенично-пырейных гибридов: цитологическое изучение самофертильного первого поколения пшенично-пырейных гибридов /  Омск, 1936 г. (в соавторстве с Н. В. Цициным).
- Овсюги и меры борьбы с ними / Проф. д-р Б. А. Вакар ; М-во высшего образования СССР. Белорус. ордена Трудового красного знамени с.-х. ин-т. - Горы-Горки : [б. и.], 1947 г. — 20 с.
- Сорные растения и меры борьбы с ними / проф. Б. А. Вакар ; М-во высш. образования СССР. Белорус. ордена Труд. красного знамени с.-х. ин-т. - [Горы-Горки] : изд-во и тип. Белорус. с.-х. ин-та, 1947 г. — 28 с.
- Биологические основы растениеводства: Пособие для учителей сред. школы / Проф. Б. А. Вакар. - Москва : Учпедгиз, 1959 г. — 224 с.
- Вакар Б. А. Определитель растений Урала /  Свердловск : Кн. изд-во, 1961 г. — 403 с.
- Вакар Б. А. Определитель растений Урала / 2-е изд., испр. и доп. - [Свердловск] : Сред.-Урал. кн. изд-во, 1964 г. — 415 с.
- Морфогенез луговых злаков и условия внешней среды: Сборник статей / [Ред. коллегия: проф. Б. А. Вакар (отв. ред.) и др.]. - Свердловск : [б. и.], 1968 г. — 256 с. (Ученые записки/ МВ и ССО РСФСР. Уральский гос. ун-т им. А. М. Горького. Серия биологическая; № 73; Вып. 4)
- Вакар Б. А., Киро С. Н., Клешнин А. Ф., Крамар Ф. Д., Максимов М. М., Михайлов А. А., Ожигова Е. П., Плоткин С. Я. , Попов И. В., Родный Н. И., Смирнова Э. И., Фигуровский Н. А., Юшкевич А. П., Ясман З. Д. Вопросы истории естествознания и техники: сборник / Академия наук СССР, Институт истории естествознания и техники, Советское национальное объединение истории и философии естествознания и техники; [редкол.: С. Я. Плоткин (гл. ред.) и др.], Вып. 1 (38) М.: Наука, 1972 г. — 134 с.
- Вакар Б. А. Введение в филогению растительного мира / Минск : Вышэйш. школа, 1973 г. — 207 с.

## Семейные связи
- Был женат на Надежде Васильевне Вакар

Дети:
- Анатолий (1912 — ?) — профессор, занимался биохимией растений.

Братья, сёстры:
- Владимир (1885—1933) — участник польского национального движения. Видный политический деятель в независимой Польше, учёный в области демографии и экономики.
- Алексей (1898—1966) — польский учёный в области экономики
- Надежда
- Михаил
- Мария